# Amilcar Type L
La Type L era un'autovettura di fascia medio-bassa prodotta dal 1924 al 1925 dalla Casa francese Amilcar.

## Storia
Scopo della Type L era quello di proporre una comoda vettura che andasse ad interporsi tra le più piccole C4 con motore da un litro e le più grandi Type L con motore da 1,5 litri.

Era una vettura dalla linea moderna, proposta come berlina, come cabriolet e come coupé. Le sue linee erano morbide ed anticipavano di qualche anno quell'inizio di tendenza alle forme aerodinamiche che avrebbe preso piede dai primissimi anni trenta in poi.

La Type L montava un motore a 4 cilindri da 1244 cm³ in grado di erogare una potenza massima di 27 CV a 3.700 giri/min.

La trazione era posteriore ed il cambio era manuale a 4 marce.

Il telaio era nuovo e montava sospensioni a balestre ed ammortizzatori sui due assi.

La velocità massima era compresa tra i 100 ed i 110 km/h.

Era insomma una vettura che avrebbe saputo dare molto, se non fosse stato per la fredda accoglienza del pubblico. La Type L fu venduta in non molti esemplari e fu tolta di produzione alla fine del 1925.

Fu sostituita dalla Type G, praticamente identica nell'impostazione meccanica.